# Ivy Anderson
Ivie Marie Anderson (Gilroy, California, 10 de julio de 1904 - Los Ángeles, California, 28 de diciembre de 1949), conocida como Ivy Anderson o Ivie Anderson, fue una cantante estadounidense de jazz-swing.[cita requerida]

## Biografía
Debuta en un club de Los Ángeles, antes de enrolarse con una serie de compañías de music hall y viajar a Nueva York, para cantar en el Cotton Club2. Después, de nuevo en California, actuará con diversas big bands locales, entre ellas la de Sonny Clay, con quien gira por Australia, manteniendo su propio grupo a partir de 1928. En 1930 canta en Chicago, acompañada por Earl Hines, y allí conoce a Duke Ellington, quien la incorpora a su orquesta en 1931. Permanecerá con Duke casi doce años, realizando giras (incluida Europa) y numerosas grabaciones. En 1942 abandonará la escena musical como consecuencia del agravamiento de su enfermedad crónica (era asmática) y se dedica a su negocio de restauración en Los Ángeles.
Anderson aparece en la película Un día en las carreras (Sam Wood, 1933), junto con los Hermanos Marx. Ellington la señaló como la mejor vocalista que jamás tuvo.